# Vondelingenluik

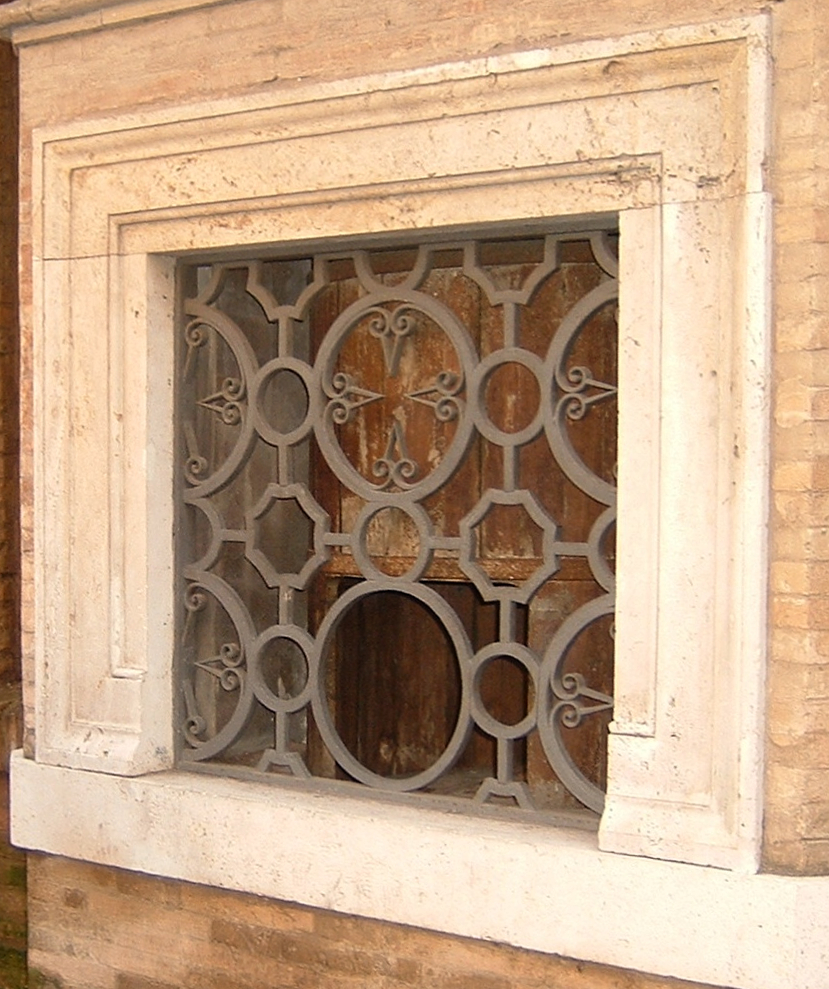
Vondelingenluikje bij de Ospedale Santo Spirito in Rome

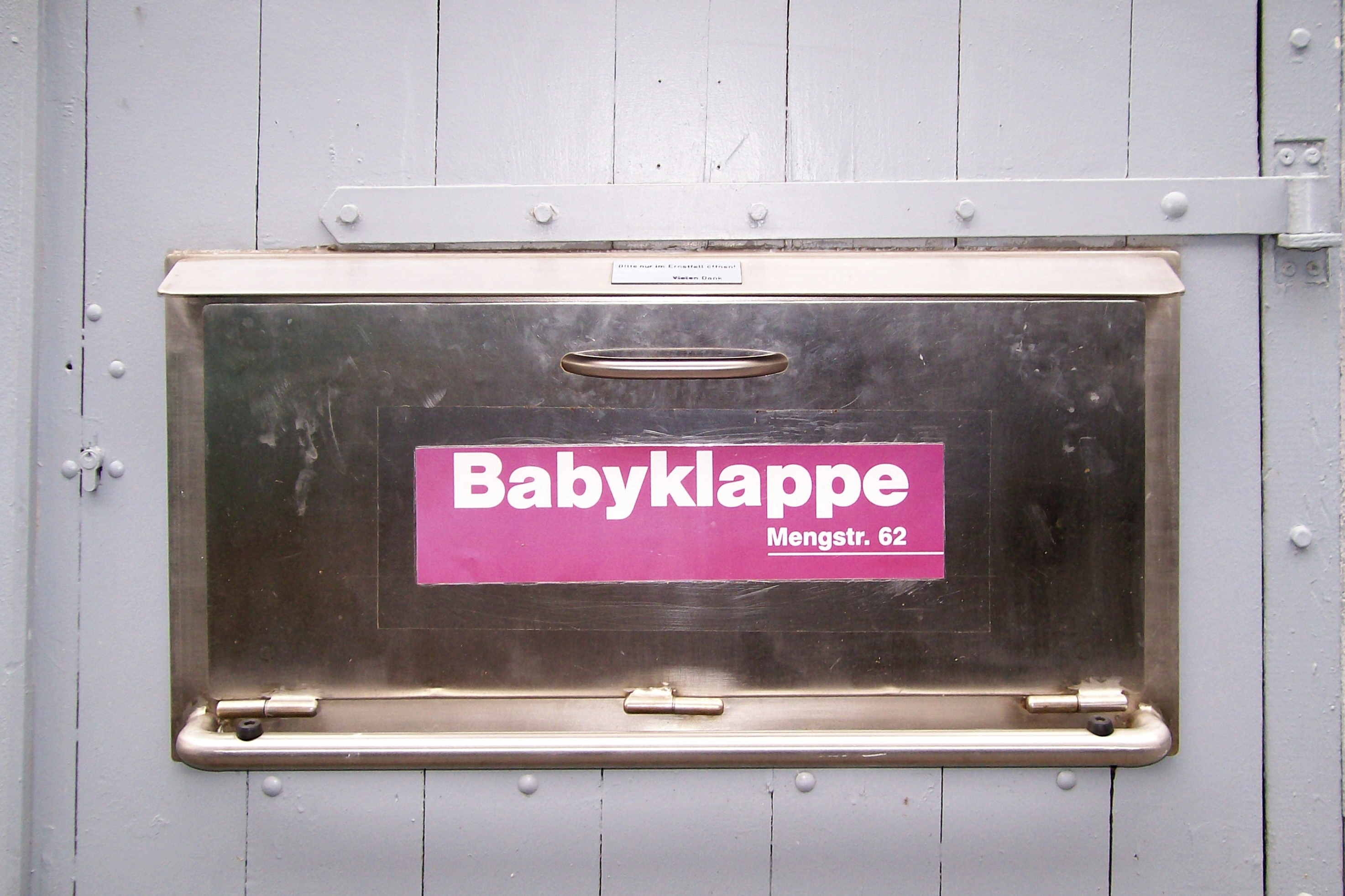
Een vondelingenluik in de Duitse stad Lübeck

Een vondelingenluik of babyluik is een plaats (oorspronkelijk een luik in de kloostermuur) waarin een moeder haar (ongewenste) kind kan achterlaten, waarna het terechtkomt in een pleeggezin of weeshuis.
In de westerse wereld zijn deze ruimtes erg zeldzaam, maar ze komen vaker voor in grote steden in arme landen. Hier worden vrouwen vaker ongewenst zwanger (bijvoorbeeld door slechte voorlichting en onverkrijgbaarheid van voorbehoedsmiddelen). Ongewenst geboren kinderen kwamen en komen dikwijls op straat terecht. De luiken werden ingesteld als reactie op de slechte omstandigheden waarin deze kinderen leefden en ter voorkoming van kindermoord.

## Recente ontwikkeling
In 1999 werd op particulier initiatief in Hamburg een vondelingenschuif opgericht, spoedig gevolgd in talrijke andere Duitse en Europese steden.
In Borgerhout (Antwerpen) nam de v.z.w. Moeders voor Moeders eenzelfde initiatief in 2000, niet zonder inhoudelijke discussie, die echter ook politiek werd aangewakkerd doordat politici van het Vlaams Belang (toen nog "Vlaams Blok") zich uitdrukkelijk achter dit initiatief schaarden.
Op 17 november 2007 werd voor het eerst een baby te vondeling gelegd in de schuif te Borgerhout. Het kind, dat in goede gezondheid was, werd Thomas Nicolaas De Kleine genoemd.
De naam van de vondelingen wordt veranderd na adoptie.
De vondelingenschuif is gevestigd in de Helmstraat 93 te Borgerhout.